# BAR 002
A BAR 002 egy Formula–1-es versenyautó, amelyet az újonc British American Racing csapat tervezett és versenyeztetett a 2000-es Formula–1 világbajnokság során. Pilótái az 1997-es világbajnok Jacques Villeneuve és a Formula-3000 és FIA GT bajnok Ricardo Zonta voltak, akik mindketten második évüket kezdték meg a csapatnál.

## Áttekintés
Ebben az évben a csapat lényegesen jobban szerepelt, mint a debütáló évükben. Villeneuve hétszer, Zonta háromszor tudott pontokat szerezni, előbbi gyakran épphogy csak lemaradt a dobogóról. Zontától eredményei miatt az év végén megváltak, és a helyére Olivier Panist szerződtették.
A 002-esben volt először a Formula–1-be visszatérő Honda-motor (a megelőző pár évben Mugen-Honda néven szerepeltek a lényegében csak a nevet viselő erőforrások), a partner 2006-ban a nevére is vette az egész csapatot. Az idényben holtversenyben 20 ponttal végeztek a Benetton csapatával, mivel azonban Giancarlo Fisichella dobogóra is tudott állni az idényben, ezért a BAR csak konstruktőri ötödik lett.
Az idényben kizárólag a Lucky Strike festést használták, nyoma sem volt az előző év kettős festésének. Ahol be voltak tiltva a dohányreklámok, ott felirat nélkül versenyeztek.

## Eredmények
(Táblázat értelmezése)

(Félkövér: pole-pozícióból indult; dőlt: leggyorsabb kört futott) 

| Év   | Csapat | Motor        | Gumik | Pilóták            | 1   | 2   | 3   | 4   | 5   | 6   | 7   | 8   | 9   | 10  | 11  | 12  | 13  | 14  | 15  | 16  | 17  | Pontok | Helyezés |
| ---- | ------ | ------------ | ----- | ------------------ | --- | --- | --- | --- | --- | --- | --- | --- | --- | --- | --- | --- | --- | --- | --- | --- | --- | ------ | -------- |
| 2000 | BAR    | Honda RA000E | B     |                    | AUS | BRA | SMR | GBR | ESP | EUR | MON | CAN | FRA | AUT | GER | HUN | BEL | ITA | USA | JPN | MAL | 20     | 5.       |
| 2000 | BAR    | Honda RA000E | B     | Jacques Villeneuve | 4   | KI  | 5   | 16  | KI  | KI  | 7   | 15  | 4   | 4   | 8   | 12  | 7   | KI  | 4   | 6   | 5   | 20     | 5.       |
| 2000 | BAR    | Honda RA000E | B     | Ricardo Zonta      | 6   | 9   | 12  | KI  | 8   | KI  | KI  | 8   | KI  | KI  | KI  | 14  | 12  | 6   | 6   | 9   | KI  | 20     | 5.       |

† – nem fejezte be a futamot, de rangsorolták

## Forráshivatkozások
1. ↑  Engine Honda • STATS F1. www.statsf1.com. (Hozzáférés: 2022. március 3.)

## Fordítás
Ez a szócikk részben vagy egészben  a   BAR 002 című angol Wikipédia-szócikk ezen változatának fordításán alapul.  Az eredeti cikk szerkesztőit annak laptörténete sorolja fel. Ez a jelzés csupán a megfogalmazás eredetét és a szerzői jogokat jelzi, nem szolgál a cikkben szereplő információk forrásmegjelöléseként.